# 伯夫里
伯夫里（法語：Beuvry，法語發音：[bøvʁi]）是法国上法蘭西大區加来海峡省的一个市镇，属于贝蒂讷区。

## 地理
伯夫里（50°31'11"N, 2°40'46"E）面积16.85 平方千米，位于法国上法蘭西大區加来海峡省，该省份为法国北部沿海省份，西北濒北海，南至索姆省，东临北部省。
与伯夫里接壤的市镇（或旧市镇、城区）包括：洛孔、拉布尔斯、萨伊拉布尔斯、韦尔基尼厄勒、阿讷坎、贝蒂讷、拉库蒂尔、屈安希、埃萨尔、费斯蒂贝尔。
伯夫里的时区为UTC+01:00、UTC+02:00（夏令时）。

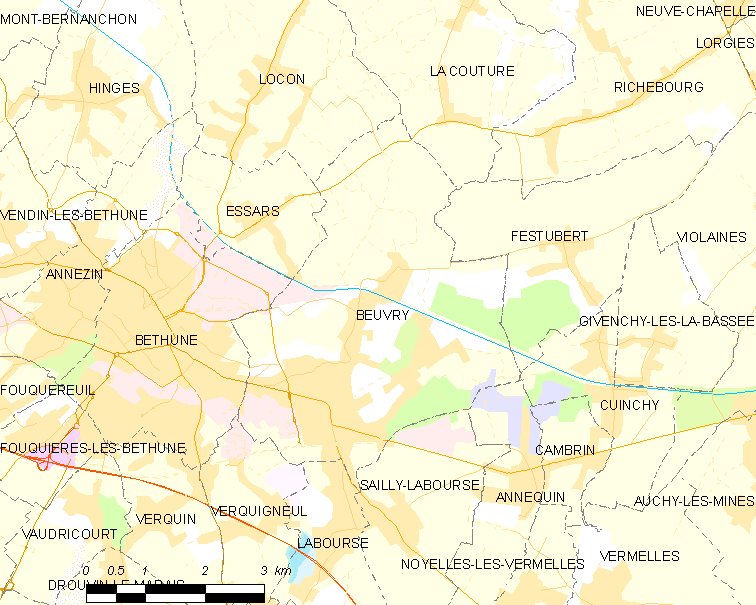
伯夫里的OSM定位图

## 行政
伯夫里的邮政编码为62660，INSEE市镇编码为62126。

## 政治
伯夫里所属的省级选区为伯夫里县。

## 人口

1962-2008年间伯夫里人口变化图示

伯夫里于2022年1月1日时的人口数量为9078人。